# 100GO!回の確信犯/狐火
「100GO!回の確信犯/狐火」（ひゃくごかいのかくしんはん/きつねび）は2021年8月4日に発売された郷ひろみ106作目のシングル。

## 解説
2022年にデビュー50周年を迎える郷の1年振りの新曲。
ダブル表題曲シングルとなっており「100GO!回の確信犯」は、SASUKE提供による郷の魅力あふれる楽曲。
「狐火」はバート・バカラックが2020年に発表したバラードのカバー。川谷絵音が日本語詞を手掛けている。

## パッケージ仕様
初回生産限定盤は「100GO!回の確信犯」ミュージック・ビデオ、メイキング映像を収録したDVD付属。
ジャケット写真の異なる通常盤CDも同日発売。

## チャート成績
本作はオリコンチャートで最高位14位を記録。

## 収録曲
1. 100GO!回の確信犯（4：59）
  - 作詞・作曲：SASUKE
2. 狐火（3：27）
  - 作詞・作曲：Daniel Keyes,Burt Freeman Bacharach
  - 日本語詞：川谷絵音